# Gabara minorata
Gabara minorata är en fjärilsart som beskrevs av Smith 1903. Gabara minorata ingår i släktet Gabara och familjen nattflyn. Inga underarter finns listade i Catalogue of Life.